# Alfie George
Pour les articles homonymes, voir George.
Alfred "Alfie" George, né le 30 janvier 2001 en Écosse, est un coureur cycliste britannique.

## Biographie
Alfie George est issu d'une famille de sportifs écossais. Il commence à se consacrer au cyclisme en 2012, alors qu'il est âgé de onze ans. Sa carrière débute au Discovery Junior Cycling Club,. Dans les catégories de jeunes, il s'illustre en étant l'un des meilleurs cyclistes écossais, sur route et sur piste. Ses bonnes performances lui permettent d'intégrer le programme de la British Cycling Junior Academy. 
En 2019, il est sacré champion d'Europe de poursuite par équipes juniors, avec quatre compatriotes. Il devient par ailleurs triple champion de Grande-Bretagne junior, dans le kilomètre, la course aux points et l'américaine. Sur route, il termine troisième d'une étape du Trophée Centre Morbihan, ou encore cinquième de Paris-Roubaix juniors. Il fait aussi partie des cyclistes sélectionnés pour participer aux championnats du monde juniors. Engagé sur la course en ligne, il se classe septième et meilleur coureur britannique. 
Ses deux premières saisons espoirs sont en revanche plus décevantes. Victime de la pandémie de Covid-19, il ne dispute quasiment aucune course en 2020. Il bénéficie aussi d'un faible calendrier en 2021, malgré son appartenance à la GB Cycling Senior Academy. On le retrouve toutefois présent aux championnats d'Europe sur piste d'Apeldoorn. Dans la poursuite par équipes espoirs, il décroche la médaille d'argent. 
En 2022, il prend la direction de la France en rejoignant le club Vendée U, réserve de l'équipe professionnelle TotalEnergies. Il s'installe à cette occasion dans un appartement au sud de la région nantaise. Bon routier-sprinteur, il s'impose sur trois contre-la-montre par équipes, avec ses coéquipiers. Il remporte également le Grand Prix de Saint-Georges-sur-Loire. La même année, il termine deuxième du Grand Prix de la Somme, inscrit au calendrier de l'UCI Europe Tour. 
En 2023, il gagne notamment une étape du Tour de la Guadeloupe. Il obtient aussi diverses places d'honneur, principalement chez les amateurs. Malgré ces résultats, il n'est pas recruté par les dirigeants de TotalEnergies. Alfie George quitte alors le centre de formation vendéen pour intégrer le SCO Dijon en 2024.

## Palmarès sur route

### Par année
- 2017
  - Youth Tour of Scotland
- 2018
  - 3e étape de la Ster van Zuid-Limburg
- 2019
  - 3e du Circuit de Borsele
  - 7e du championnat du monde sur route juniors
- 2022
  - 5e épreuve du Circuit des plages vendéennes (contre-la-montre par équipes)
  - Chrono 47 (contre-la-montre par équipes)
  - 1re étape du Tour Nivernais Morvan (contre-la-montre par équipes)
  - Grand Prix de Saint-Georges-sur-Loire
  - 2e du Grand Prix de la Somme
- 2023
  - 5e épreuve du Circuit des plages vendéennes (contre-la-montre par équipes)
  - Trophée Maxime Méderel
  - 8e étape du Tour de la Guadeloupe
  - 2e des Boucles de la Loire
  - 3e de la Yellow Race
- 2024
  - 2e étape de la Boucle de l'Artois
  - Gran Clàssica Modest Capell
- 2025
  - Tour des 4B Sud Charente
  - Classique du Châtillonnais
  - 1re étape de l'Estivale bretonne
  - 2e de l'Essor breton
  - 2e de Paris-Troyes
  - 3e du Grand Prix d'Onjon
  - 3e du Grand Prix de Lillers-Souvenir Bruno Comini

### Classements mondiaux
| Année                                 | 2022  | 2023  | 2024  |
| ------------------------------------- | ----- | ----- | ----- |
| Classement mondial                    | 1307e | 2373e | 2446e |
| UCI Europe Tour                       | 907e  | 1440e | nc    |
|                                       |       |       |       |
| Légende : nc = non classéSource : UCI |       |       |       |

## Palmarès sur piste

### Championnats d'Europe
- Gand 2019
  -  Champion d'Europe de poursuite par équipes juniors (avec Samuel Watson, Leo Hayter, Oscar Nilsson-Julien et Max Rushby)
- Apeldoorn 2021
  -  Médaillé d'argent de la poursuite par équipes espoirs

### Championnats nationaux
- 2019
  -  Champion de Grande-Bretagne du kilomètre juniors
  -  Champion de Grande-Bretagne de course aux points juniors
  -  Champion de Grande-Bretagne de l'américaine juniors (avec Lewis Askey)
  - 3e du championnat de Grande-Bretagne de l'américaine
- 2020
  - 2e du championnat de Grande-Bretagne de poursuite par équipes